# Рупер, Райан
Райан Рупер (фр. Rayan Rupert; род. 31 мая 2004, Страсбург) — французский профессиональный баскетболист клуба НБА «Портленд Трэйл Блэйзерс».

## Профессиональная карьера
В период с 2019 по 2022 год Рупер играл за «Сентре Федерал Ду Баскетбол» во французской третьей по силе лиге NM1. 
10 июня 2022 года Рупер подписал контракт с «Нью-Зиланд Брейкерс» на сезон 2022/2023 NBL в рамках программы лиги Next Stars. Ранее в «Брейкерс» играли французы Уго Бессон и Усман Дьенг, выбранные на драфте НБА 2022 года.

### Портленд Трэйл Блэйзерс / Рип-Сити Ремикс (2023–настоящее время)
Рупер был выбран клубом «Портленд Трэйл Блэйзерс» во втором раунде драфта НБА 2023 года под 43-м номером, и 4 июля 2023 года он подписал контракт с «Блэйзерс». На протяжении своих первых двух сезонов в лиге он несколько раз был переводился в «Рип-Сити Ремикс» из Джи-Лиги НБА.

## Статистика

### Статистика в НБА
| Сезон   | Команда  | Регулярный сезон | Регулярный сезон          | Регулярный сезон         | Регулярный сезон         | Регулярный сезон                      | Регулярный сезон                   | Регулярный сезон            | Регулярный сезон           | Регулярный сезон              | Регулярный сезон              | Регулярный сезон         | Серия плей-офф  | Серия плей-офф            | Серия плей-офф           | Серия плей-офф           | Серия плей-офф                        | Серия плей-офф                     | Серия плей-офф              | Серия плей-офф             | Серия плей-офф                | Серия плей-офф                | Серия плей-офф           |
| Сезон   | Команда  | Сыгранные матчи  | Матчи в стартовой пятёрке | Количество минут за игру | Процент попаданий с игры | Процент попадания трёхочковых бросков | Процент попадания штрафных бросков | Количество подборов за игру | Количество передач за игру | Количество перехватов за игру | Количество блок-шотов за игру | Количество очков за игру | Сыгранные матчи | Матчи в стартовой пятёрке | Количество минут за игру | Процент попаданий с игры | Процент попадания трёхочковых бросков | Процент попадания штрафных бросков | Количество подборов за игру | Количество передач за игру | Количество перехватов за игру | Количество блок-шотов за игру | Количество очков за игру |
| ------- | -------- | ---------------- | ------------------------- | ------------------------ | ------------------------ | ------------------------------------- | ---------------------------------- | --------------------------- | -------------------------- | ----------------------------- | ----------------------------- | ------------------------ | --------------- | ------------------------- | ------------------------ | ------------------------ | ------------------------------------- | ---------------------------------- | --------------------------- | -------------------------- | ----------------------------- | ----------------------------- | ------------------------ |
| 2023/24 | Портленд | 39               | 12                        | 16,2                     | 33,5                     | 35,9                                  | 76,0                               | 2,4                         | 1,6                        | 0,3                           | 0,1                           | 4,0                      | Не участвовал   | Не участвовал             | Не участвовал            | Не участвовал            | Не участвовал                         | Не участвовал                      | Не участвовал               | Не участвовал              | Не участвовал                 | Не участвовал                 | Не участвовал            |
| 2024/25 | Портленд | 52               | 0                         | 8,8                      | 40,8                     | 27,1                                  | 76,7                               | 1,3                         | 0,5                        | 0,3                           | 0,1                           | 3,0                      | Не участвовал   | Не участвовал             | Не участвовал            | Не участвовал            | Не участвовал                         | Не участвовал                      | Не участвовал               | Не участвовал              | Не участвовал                 | Не участвовал                 | Не участвовал            |
|         | Всего    | 91               | 12                        | 12,0                     | 37,0                     | 32,1                                  | 76,4                               | 1,8                         | 1,0                        | 0,3                           | 0,1                           | 3,4                      | Не участвовал   | Не участвовал             | Не участвовал            | Не участвовал            | Не участвовал                         | Не участвовал                      | Не участвовал               | Не участвовал              | Не участвовал                 | Не участвовал                 | Не участвовал            |

### Статистика в Джи-Лиге
| Сезон   | Команда         | Регулярный сезон | Регулярный сезон          | Регулярный сезон         | Регулярный сезон         | Регулярный сезон                      | Регулярный сезон                   | Регулярный сезон            | Регулярный сезон           | Регулярный сезон              | Регулярный сезон              | Регулярный сезон         | Серия плей-офф  | Серия плей-офф            | Серия плей-офф           | Серия плей-офф           | Серия плей-офф                        | Серия плей-офф                     | Серия плей-офф              | Серия плей-офф             | Серия плей-офф                | Серия плей-офф                | Серия плей-офф           |
| Сезон   | Команда         | Сыгранные матчи  | Матчи в стартовой пятёрке | Количество минут за игру | Процент попаданий с игры | Процент попадания трёхочковых бросков | Процент попадания штрафных бросков | Количество подборов за игру | Количество передач за игру | Количество перехватов за игру | Количество блок-шотов за игру | Количество очков за игру | Сыгранные матчи | Матчи в стартовой пятёрке | Количество минут за игру | Процент попаданий с игры | Процент попадания трёхочковых бросков | Процент попадания штрафных бросков | Количество подборов за игру | Количество передач за игру | Количество перехватов за игру | Количество блок-шотов за игру | Количество очков за игру |
| ------- | --------------- | ---------------- | ------------------------- | ------------------------ | ------------------------ | ------------------------------------- | ---------------------------------- | --------------------------- | -------------------------- | ----------------------------- | ----------------------------- | ------------------------ | --------------- | ------------------------- | ------------------------ | ------------------------ | ------------------------------------- | ---------------------------------- | --------------------------- | -------------------------- | ----------------------------- | ----------------------------- | ------------------------ |
| 2023/24 | Рип-Сити Ремикс | 21               | 21                        | 31,1                     | 41,5                     | 37,8                                  | 66,7                               | 6,0                         | 2,0                        | 1,1                           | 0,1                           | 13,4                     | Не участвовал   | Не участвовал             | Не участвовал            | Не участвовал            | Не участвовал                         | Не участвовал                      | Не участвовал               | Не участвовал              | Не участвовал                 | Не участвовал                 | Не участвовал            |
| 2024/25 | Рип-Сити Ремикс | 11               | 11                        | 35,8                     | 49,1                     | 22,9                                  | 69,2                               | 5,9                         | 3,6                        | 1,5                           | 0,6                           | 18,7                     | Не участвовал   | Не участвовал             | Не участвовал            | Не участвовал            | Не участвовал                         | Не участвовал                      | Не участвовал               | Не участвовал              | Не участвовал                 | Не участвовал                 | Не участвовал            |
|         | Всего           | 32               | 32                        | 32,7                     | 44,7                     | 33,6                                  | 67,6                               | 6,0                         | 2,6                        | 1,3                           | 0,3                           | 15,2                     | Не участвовал   | Не участвовал             | Не участвовал            | Не участвовал            | Не участвовал                         | Не участвовал                      | Не участвовал               | Не участвовал              | Не участвовал                 | Не участвовал                 | Не участвовал            |

### Статистика в других лигах
| Сезон | Команда                     | Лига              | GP  | GS | MPG  | FG%  | 3P%  | FT%  | RPG | APG | SPG | BPG | PFL | TOV | PPG  |
| --- | --------------------------- | ----------------- | --- | -- | ---- | ---- | ---- | ---- | --- | --- | --- | --- | --- | --- | ---- |
| 2019/20 | Все клубы                   | Все лиги          | 17  | 1  | 12,0 | 35,1 | 31,3 | 16,7 | 1,3 | 1,0 | 0,5 | 0,1 | 2,4 | 1,2 | 2,7  |
| 2019/20 | Сентре Федерал Ду Баскетбол | NM1               | 15  | 1  | 12,3 | 37,5 | 33,3 | 16,7 | 1,3 | 1,0 | 0,5 | 0,1 | 2,7 | 1,2 | 2,8  |
| 2019/20 | Сентре Федерал Ду Баскетбол | Турнир в Белграде | 2   | 0  | 9,1  | 22,2 | 0,0  | -    | 1,5 | 1,0 | 0,5 | 0,0 | 0,0 | 1,5 | 2,0  |
| 2020/21 | Сентре Федерал Ду Баскетбол | NM1               | 20  | 15 | 25,7 | 38,9 | 22,9 | 64,5 | 3,4 | 1,9 | 1,3 | 0,2 | 3,2 | 2,4 | 8,1  |
| 2021/22 | Все клубы                   | Все лиги          | 34  | 33 | 28,9 | 39,3 | 25,2 | 76,0 | 3,4 | 2,6 | 2,5 | 0,4 | 2,5 | 2,2 | 14,1 |
| 2021/22 | Сентре Федерал Ду Баскетбол | NM1               | 27  | 27 | 29,7 | 39,0 | 24,6 | 80,0 | 3,4 | 2,4 | 2,1 | 0,3 | 2,6 | 2,3 | 13,7 |
| 2021/22 | Сентре Федерал Ду Баскетбол | Турнир в Варезе   | 4   | 3  | 23,5 | 38,2 | 20,0 | 55,6 | 2,8 | 3,5 | 4,0 | 0,8 | 1,3 | 1,0 | 12,5 |
| 2021/22 | Сентре Федерал Ду Баскетбол | Euroleague NGT    | 3   | 3  | 29,1 | 42,1 | 31,8 | 66,7 | 4,0 | 2,3 | 4,0 | 0,3 | 3,0 | 2,7 | 19,7 |
| 2022/23 | Все клубы                   | Все лиги          | 31  | 18 | 18,1 | 36,9 | 31,3 | 73,8 | 2,4 | 0,8 | 0,7 | 0,2 | 2,0 | 1,1 | 6,8  |
| 2022/23 | Нью-Зиланд Брейкерс         | НБЛ               | 28  | 18 | 17,3 | 35,0 | 23,4 | 70,9 | 2,1 | 0,9 | 0,7 | 0,2 | 1,9 | 1,1 | 5,9  |
| 2022/23 | Нью-Зиланд Брейкерс         | НБЛ Блиц          | 3   | 0  | 25,6 | 48,1 | 62,5 | 90,0 | 4,7 | 0,0 | 1,0 | 0,0 | 2,7 | 1,3 | 15,0 |
| Всего | Всего                       | Всего             | 102 | 67 | 22,2 | 38,4 | 26,8 | 71,2 | 2,7 | 1,6 | 1,4 | 0,2 | 2,4 | 1,7 | 8,8  |
| Наведите курсор мыши на аббревиатуры в заголовке таблицы, чтобы прочесть их расшифровку Статистика приведена с сайта basketball.realgm.com |                             |                   |     |    |      |      |      |      |     |     |     |     |     |     |      |